# Elysium Planitia
Elysium Planitia – równina wulkaniczna na Marsie.
Znajduje się w pobliżu równika na półkuli północnej planety, rozciąga się na około 3000 km. Jest częścią regionu Elysium, od północy graniczy z wyżyną wulkaniczną, na której wznoszą się trzy wielkie wulkany tarczowe: Elysium Mons, Albor Tholus i Hecates Tholus. Równina Elysium utworzyła się w wyniku erupcji law, związanych z systemem szczelin Cerberus Fossae. Także na samej równinie znajdują się niskie wulkany, jedne z najmłodszych zidentyfikowanych na Marsie. W centralnej części równiny zidentyfikowano 22 wulkany tarczowe. Analizy wieku oparte na liczbie kraterów uderzeniowych wskazują, że niektóre struktury wulkaniczne mogą mieć zaledwie około 2 milionów lat. Najstarszy stwierdzony okres aktywności miał miejsce ok. 230 milionów lat temu, a erupcje miały miejsce wielokrotnie w czasach późniejszych. Lawy na Elysium Planitia cechowała niska lepkość, co przejawia się w pokroju form wulkanicznych, mających bardzo łagodne stoki. Oprócz wulkanizmu, równinę kształtowały epizodyczne przepływy dużych ilości wody, mające charakter powodzi, które ukształtowały szerokie doliny takie jak Athabasca Valles. Ze względu na współwystępowanie tych procesów, na równinie Elysium musiało dochodzić do interakcji wody lub lodu z lawą, co tłumaczy także morfologię niektórych zaobserwowanych form, w szczególności stożków z centralnym zagłębieniem.
Nazwa równiny pochodzi od nazwy klasycznej formy ukształtowania powierzchni Marsa, rozpoznanej według albedo, zaznaczonej na mapie przez Antoniadiego.